# De l'huile sur le feu
De l'huile sur le feu (traducibile come "Benzina sul fuoco") è un film del 2011 diretto da Nicolas Benamou e selezionato per il Festival del cinema africano, d'Asia e America Latina di Milano 2012.

## Trama
In una piazzetta di Belleville due ristoranti si fronteggiano: da un lato l'Empire du dragon, appartenente alla famiglia cinese degli Zy, e dall'altro lato il Bérbere King di proprietà dei nordafricani Chauffry. I due locali si fanno concorrenza nello stesso territorio, ma il tutto sembra scorrere pacificamente fino al giorno in cui il cane di Samir Chouffry scompare misteriosamente.

## Accoglienza

### Critica
(Festival del cinema africano, d'Asia e America Latina di Milano 2012)